# Harald Selmer
Harald Selmer, född 18 mars 1814 i Vejle, död 17 december 1879 på Frederiksberg, var en dansk läkare.
Selmer gick i Horsens latinskola och tog läkarexamen 1838. Åren 1839–1841 var han läkarkandidat vid Sankt Hans Hospital, specialiserade sig inom psykiatri och uppmärksammade sinnessjukvårdens stagnerade tillstånd i Danmark. År 1841 utgav han en skrift, Om Psykiatriens Tilstand i Danmark med særligt Hensyn til St. Hans Hospital paa Bistrupgaard, i vilken han med skarp polemisk-kritisk ton angrep den dåvarande ledningen för St. Hans Hospital och dess ansedda överläkare Adolph Wilhelm Theodor Gøricke. Skriften framkallade en debatt, i vilken Selmer inte gjorde någon eftergift. En kort tid verkade han därefter som läkare i Stege (1841) och i några år (1841–1846) på Nørlund vid Ålborg. Han var alltjämt starkt engagerad i psykiatrin och utgav 1842 Om Sindssygdomme og andre sygelige Sjæletilstande, vilken dock huvudsakligen var en översättning av den brittiske psykiatern James Cowles Prichards verk.
År 1846 tilltog emellertid agitationen för sinnessjukvårdens förbättring, som även energiskt drevs av Jens Rasmussen Hübertz, och det unga reformivriga läkarsällskapet "Filiatrien" gjorde en framställan i ämnet till östiftens provinsialständer, vilken fick ett mycket kyligt mottagande. Detta föranledde sällskapet att vända sig till allmänheten och gav Selmer i uppdrag att utarbeta av en populär skrift om saken, Almindelige Grundsætninger for Daarevæsenets Indretning, som fast Resultat af Videnskab og Erfaring fremstillet for et større Publikum, vilken utgavs 1846 av Selskabet for Trykkefrihedens rette Brug. I denna skrift hävdade Selmer med skärpa att den danska sinnessjukvården hittills endast har tagit hänsyn till de friska, men däremot inte till patienterna. Skriften föranledde den danska regeringen att ta initiativ till byggandet av en tidsenlig sinnessjukanstalt på Nørrejylland.
Selmer, som 1846 flyttat till Köpenhamn för att bli redaktör av Bibliothek for Læger, en stagnerad tidskrift som under hans redaktörskap fick högt anseende, blev 1847 medicinskt kunnig medlem av byggnadskommissionen för den projekterade anstalten och uppgjorde som sådan hela planen för dess uppförande och inrättande. Åren 1847-48 företog han med offentligt stöd en utlandsresa för att göra sig bekant med de främsta anstalterna i utlandet. År 1851 blev han även en drivande medlem av en kommission för omorganisation av St. Hans Hospital, där han längst hade tjänstgjort. Under denna tid utarbetade han även en större personhistorisk skrift: Den danske Lægestand (1850; andra upplagan 1852).
Selmer hade nu lämnat det agitatorisk-kritiska stadiet i reformarbetet och övergått till det svårare, det konstruktiva, men han visade sig även vara en framstående organisatör. Anstalten, som uppfördes vid Århus, blev en mönsteranstalt, och då den 1852 stod klar, och han utnämnts till dess överläkare, vann han välgrundat erkännande i denna ansvarsfulla ställning. Han betraktades från alla håll som den danska psykiatrins verklige banbrytare. Han fick nu mindre tid än tidigare till vetenskapligt arbete, men strax efter att han av hälsoskäl tagit avsked från sin tjänst 1878, utgav han en på omfattande förarbeten vilande betydande skrift: Statistiske Meddelelser og Undersøgelser fra sindssygeasylet ved Aarhus i dets første 25 Aar, 1852–1877 (1879). År 1856 tilldelades han professors namn och promoverades 1877 till medicine hedersdoktor vid Uppsala universitet. Vid sin pensionering utnämndes han till etatsråd. Efter sin död 1879 begravdes han på sin asyls kyrkogård.